# Yūki Ōgaki
Yūki Ōgaki (japanisch 大垣 勇樹 Ōgaki Yūki; * 28. Februar 2000 in der Präfektur Osaka) ist ein japanischer Fußballspieler.

## Karriere
Ōgaki erlernte das Fußballspielen in den Jugendmannschaften von Ikenosato JSC, Hirakata FC und dem Hirakata FC Masia, sowie in der Schulmannschaft der Kokoku High School. Von Juli 2017 bis Saisonende wurde er an Nagoya Grampus ausgeliehen. Der Verein aus Nagoya, einer Hafenstadt in der Präfektur Aichi auf Honshū, spielte in der zweiten japanischen Liga, der J2 League. Hier kam er jedoch nicht zum Einsatz. Ende der Saison stieg der Verein als Tabellendritter in die erste Liga auf. Nach Ende der Ausleihe wurde er von Nagoya fest unter Vertrag genommen. Von August 2019 bis Saisonende 2020 wurde er an den Drittligisten Iwate Grulla Morioka ausgeliehen. Für den Verein aus Morioka bestritt er 33 Spiele in der dritten Liga. Nach Vertragsende in Nagoya wechselte er im Februar 2021 nach Lettland. Hier unterschrieb er am 25. Februar 2021 einen Vertrag beim FK RFS. Der Verein aus der lettischen Hauptstadt Riga spielte in der höchsten lettischen Liga, der Virslīga. Im März 2021 wechselte er auf Leihbasis zum Ligakonkurrenten BFC Daugavpils nach Daugavpils. Für Daugavpils absolvierte er 18 Ligaspiele. Im Januar 2022 kehrte er nach Japan zurück. Hier unterschrieb er einen Vertrag beim Viertligisten FC Tiamo Hirakata. Für den Verein aus Hirakata bestritt er 36 Ligaspiele. Im Juli 2023 wechselte er bis Saisonende 2024 zum ebenfalls in der vierten Liga spielenden Mio Biwako Shiga. Für den Verein aus Kusatsu absolvierte er 21 Ligaspiele. Der Fünftligist Wyvern Kariya nahm ihn im Januar 2025 unter Vertrag. Mit dem Verein spielt er in der Tokai Soccer League (Div.1).